# Sillim állomás
Sillim állomás a szöuli metró 2-es vonalának állomása; Szöul Kvanak-ku (Gwanak-gu) kerületében található.

## Viszonylatok
| 2-es vonal                                         | 2-es vonal | 2-es vonal                                                              |
| -------------------------------------------------- | ---------- | ----------------------------------------------------------------------- |
| Pongcshon (Bongcheon) (külső oldal) Városháza felé | fő vonal   | Sindebang (Sindaebang) (belső oldal) Cshungdzsongno (Chungjeongno) felé |